# 王牌辯護人
《王牌辯護人》（英語：Wacko At Law），2020年東森電視自製戲劇系列之第十九部作品。由胡宇威、葉星辰、路斯明、黃薇渟、林孫煜豪領銜主演。節目標誌中，「辯」字中間的「言」字倒過來寫，取義「正言若反」。
東森戲劇台於11月28日晚上8點首播，LINE TV、愛奇藝、Netflix、WeTV於每週六晚間10點上架，MyVideo於每週六晚上12點播出，KKTV、LiTV 線上影視於每週一中午12:00更新播出，靖天電視靖天戲劇台於2020年12月5日每週六20:00－21:30首播。此劇為東森創作繼《男神時代》後再度製播的週播戲劇，劇末播出幕後花絮《王牌辯護人休庭日常》。

## 播出時間

### 首播
| 頻道/影音           | 所在地                                   | 播出日期       | 播出時間                                                                            |
| ------------------- | ---------------------------------------- | -------------- | ----------------------------------------------------------------------------------- |
| 東森戲劇台          | 臺灣                                     | 2020年11月28日 | 每週六 20:00－21:30                                                                 |
| Line TV             | 臺灣                                     | 2020年11月28日 | 每週六22:00上架                                                                     |
| 愛奇藝              | 臺灣                                     | 2020年11月28日 | 每週六22:00上架                                                                     |
| Netflix             | 臺灣                                     | 2020年11月28日 | 每週六22:00上架                                                                     |
| WeTV                | 臺灣                                     | 2020年11月28日 | 每週六22:00上架                                                                     |
| myVideo             | 臺灣                                     | 2020年11月29日 | 每週日00:00上架                                                                     |
| KKTV                | 臺灣                                     | 2020年11月30日 | 每週一中午上架                                                                      |
| LiTV 線上影視       | 臺灣                                     | 2020年11月30日 | 每週一中午上架                                                                      |
| 靖天戲劇台(MOD首播) | 臺灣                                     | 2020年12月5日  | 每週六 20:00－21:30                                                                 |
| 華視主頻            | 臺灣                                     | 2022年12月5日  | 每週一至週五 21:00－22:00                                                           |
| viki                | 歐洲 · 美洲 · 印度 · 新西兰              | 2020年11月28日 | 每週六24:00上架                                                                     |
| 爱奇艺              | 中国大陆                                 | 2021年1月9日   | 上架1-14集 之後同步最新集數每週六22:00上架兩集 VIP搶先看最新集數，非VIP會員延後一週 |
| 腾讯视频            | 中国大陆                                 | 2021年1月9日   | 上架1-14集 之後同步最新集數每週六22:00上架兩集 VIP搶先看最新集數，非VIP會員延後一週 |
| 优酷                | 中国大陆                                 | 2021年1月9日   | 上架1-14集 之後同步最新集數每週六22:00上架兩集 VIP搶先看最新集數，非VIP會員延後一週 |
| HBO_Red             | 菲律賓 · 印度尼西亞 · 越南 · 緬甸 · 澳門 | 2021年         |                                                                                     |

### 重播
| 頻道            | 所在地 | 播出日期       | 播出時間            |
| --------------- | ------ | -------------- | ------------------- |
| 東森戲劇台      | 臺灣   | 2020年11月29日 | 每週日 06:00－07:30 |
| 東森戲劇台      | 臺灣   | 2020年11月29日 | 每週日 14:00－15:30 |
| 東森戲劇台      | 臺灣   | 2020年11月29日 | 每週日 20:00－21:30 |
| 靖天戲劇台(MOD) | 臺灣   | 2020年12月6日  | 每週日 01:00－02:30 |
| 靖天戲劇台(MOD) | 臺灣   | 2020年12月6日  | 每週日 09:00－10:30 |
| 靖天戲劇台(MOD) | 臺灣   | 2020年12月6日  | 每週日 16:00－17:30 |

## 劇情大綱
麥大奇（胡宇威飾）是一個法律界新一代的天才，但卻因為不滿業界和律師事務所的唯利主義而將律師執照束之高閣。直到四年前一場空難突然奪走父母和他未婚妻的生命，大奇為了替家人討回公道，這才重拾法律專業，一舉扳倒了萬美航空的一流律師團。

此案之後麥大奇聲名大噪，很多人找麥大奇代理訴訟，但是麥大奇都提不起興致。直到四年後田雨昕（葉星辰飾）為了一宗娛樂公司海選活動受害者的求償案找上他，兩人相遇麥大奇被受害人的遭遇和田雨昕的真誠所打動，接下案子，並打贏了這個案子
，在命運的交織下，兩人成為最佳拍檔。

## 演員列表

### 主要演員
| 演員     | 角色   | 介紹 | 登場集數      |
| 胡宇威   | 麥大奇 | 天才律師，田雨昕的男朋友，崇拜田真律師，在大學時代就嶄露了他驚人的法律天賦，因為法界普遍存在的唯利主義及偽善不公之舉，在考到律師執業許可證後，讓他決心把律師執照束之高閣，從不接案。未料，一場空難突然奪走父母親和未婚妻的生命，讓他驟失一切。歴經兩年的纏訟，大奇被激起高昂鬥志，這才重拾法律專業，而且還一舉扳倒了萬美航空的一流律師團，而後一戰成名。即使因為痛失摯愛而有著難以癒合的內心創傷，但大奇對弱者的扶助從不以空洞的言語自我標榜，而是只做，以無償的辯護或訴訟代理行動來實踐心中的正義。喜歡田雨昕。 | 全劇          |
| 張育誠   | 麥大奇 | 小時候的麥大奇。 | 6(回憶)       |
| 葉星辰   | 田雨昕 | 正義感爆棚的熱血助理，學習律師，田真、李之沅之女兒，麥大奇之女友 個性為所當為，知無不言言無不盡，即連老闆白重光她都沒在怕的！薪水只有25K，卻包辦所有大小事，由於生意清淡，她不奢望大富大貴，只希望工作賣力老闆加薪讓她生活無虞！雨昕的正義感似乎來自流淌於她體內的血液，或許是因為遺傳自她父親的基因吧。把跟他父親有幾分像的麥大奇當偶像般崇拜著，直到四年後又遇上麥大奇之後，時常綻放調查方面的天分，成了麥大奇的最佳搭檔。喜歡麥大奇，不曉得小蜜也喜歡麥大奇，後來知道了。                                     | 全劇          |
| 陳品嫙   | 田雨昕 | 小時候的田雨昕。 | 1,3,5(回憶)   |
| 路斯明   | 吳靖濤 | 手腕高明的多金律師 傳統古板的法律人，雖然多金，卻也是市儈、現實、勢力眼、唯利是圖的人，凡事只看利益，麥大奇的法律系同學。大奇復出後經手的幾個民事案，屢屢與他交鋒，靖濤就把麥大奇視為競爭對手，常有既生瑜何生亮的感嘆。面對工作與愛情總是充滿自信，只要鎖定目標就勇往直前絕不輕易認輸。喜歡張婉婷。 | 1-4,6-15      |
| 黃薇渟   | 張婉婷 | 小時候曾短暫被田真收留照顧，本名叫張妍蜜，綽號小蜜，張永建、劉燕萍之女兒，莫尚德之繼女，莫季平異父異母之妹妹。 電影《星辰之戀》海選女主角 出身貧困之家，待過育幼院，唸小學時有過偷竊前科，還有段難以告人的童年往事。婉婷外貌出眾，朋友慫恿她去參加海選大會，卻沒想到差點成為主辦方與一群富商合謀下的高級應召女。不知情的外人以為她好像很懂得利用自己的美貌來重建自己的人生，但其實，她僅是走上一條復仇之路，不擇手段，意圖讓自己一再被剝奪的人生逆轉勝。喜歡麥大奇，而麥大奇喜歡田雨昕。                         | 1-8,10-15     |
| 蔡雨霏   | 張婉婷 | 小時候的小蜜。 | 3-5-6(回憶)15 |
| 林孫煜豪 | 王可融 | 萬美航空913空難罹難者家屬、王岳川之繼子，羅碧珠之兒子，王苡融之養哥，何芸芸同母異父之哥哥，麥大奇之助理 暱稱小可，興趣飆車。同為空難罹難者家屬與大奇相識，進而意外成為大奇專用助理兼保鑣。肉搜案情關係人個資和情報是他的最大專長，也獲得大奇完全信任並且重用，不過他血氣方剛、逞凶鬥狠的個性也讓大奇傷透腦筋。 | 全劇          |

### 其他演員
| 演員   | 角色   | 介紹 | 登場集數            |
| 陳文山 | 許明介 | 不敗檢察官，負責偵辦18年前莫家血案及游正豐案。 | 4-8,11-15           |
| 子育   | 李之沅 | 田雨昕之母親，田真之妻，丈夫遇害後和雨昕相依為命，堅強溫柔的好媽媽，廚藝一流。                                                                                        | 1,3,6-7,10-11,13-15 |
| 馬念先 | 白重光 | 現為真律法律事務所負責人，田真律師大弟子。 | 全劇                |
| 高英軒 | 莫季平 | 莫氏集團總經理。莫尚德之兒子，劉燕萍之繼子，張婉婷異父異母之哥哥，做事心狠手辣，為達目的不擇手段，與莫家血案和張永健案的重大嫌疑人。                                  | 8,11-15             |
| 潘慧如 | 劉燕萍 | 張婉婷之母親，莫季平之繼母，原名劉元娜，18年前和張永健離婚，改嫁給莫尚德。目前為莫氏集團董事，一個做事十分小心高明，城府極深的人，與莫家血案和張永健案的重大嫌疑人 。 | 7-8,11-15           |

### 聯合演員
| 演員      | 角色        | 介紹 | 登場集數        |
| 李杏      | 賴文芳      | 電影《星辰之戀》製作公司華亞娛樂總經理，表面上演藝圈新星推手，捧紅無數素人女主角，實際上是利用海選活動幫富商物色人選。                                                                    | 1-4             |
| 周芸菲    | 賴文芳      | 小時候的賴文芳。 | 4(回憶)         |
| 黃逸祥    | 王允天      | 網紅直播主，綽號酷說王。 | 1-3,5-6         |
| 張世賢    | 羅友輝      | 綽號小羅，華亞娛樂總經理特助， 13年前的華亞娛樂海選毆打衝突事件的關係人。 | 1-4,15          |
| 謝孟勳    | 羅友輝      | 小時候的羅友輝。 | 4(回憶)         |
| 張銘      | 黃百萬      | 電影《星辰之戀》投資方。 | 1-2,8,11,15     |
| 龍天翔    | 蔡柏熙      | 華亞娛樂董事長。 | 1-4             |
| 許家榮    | 劉彥昌      | 電影《星辰之戀》投資方。 | 1-2,4,8(影片)   |
| 林秀君    | 吳正惠      | 劉彥昌的妻子。 | 1-2,4           |
| 丁巧唯    | 林子鵑      | 電影《星辰之戀》海選參賽者，獲得第3名，因為有把柄在賴文芳手上，所以假意說要幫張婉婷出庭作證，但已經事先被收買。                                                                           | 1,3-4           |
| 藍甯彤    | 何亦純      | 電影《星辰之戀》海選參賽者，獲得第2名。 | 1-2,4,8(影片)   |
| 袁緒虎    | 劉信宏      | 電信公司總工程師，萬美航空913空難事件第一位證人。 | 1               |
| Aless山卓 | 史帝夫‧哈維 | 萬美航空維修師，已辭職，萬美航空913空難事件第二位證人。 | 1               |
| 高允漢    | 張永建      | 莫家血案嫌疑人，劉燕萍之亡前夫，張婉婷之亡父。已過世。 | 4-6(回憶)15     |
| 唐綸      | 游士函      | 游正豐之兒子。 | 4-6,15          |
| 張柏晟    | 游士函      | 小時候的游士函。 | 6(回憶)         |
| 葛丞      | 廖清揚      | 游夢函之男友，游正豐命案的嫌疑人。 | 4-6             |
| 何紫妍    | 游夢函      | 游正豐之女兒，廖清揚之女友。 | 4-6             |
| 朱薇彤    | 游夢函      | 小時候的游夢函。 | 6(回憶)         |
| 鍾政均    | 李天魄      | 刑事偵緝組組長。 | 1,4-5,7-8,11,15 |
| 黃婕菲    | 林鳳萱      | 游夢函、游士函之母親。 | 4-6             |
| 林清國    | 游正豐      | 游夢函、游士函之父親，已過世。 | 4               |
| 信力      | 小鍾        | 小可、士函的朋友，現任麥大奇的保鑣。 | 4-5,8,12,14,15  |
| 龍三      | 小范        | 小可、士函的朋友，現任麥大奇的保鑣。 | 4,8,12,14,15    |
| 王暄晴    | 王安慶      | 記者 | 5,9             |
| 簡義哲    | 潘毅達      | 藝品鑑定師，專門收藏畫家的紀念品，已過世。 | 6-7             |
| 昶瑋      | 郭志偉      | 潘毅達命案的嫌疑人。詹國煌命案的嫌疑人。拿槍射麥大奇的兇手。 | 7-8,11-12,14,15 |
| 李沐      | 王苡融      | 王可融之養妹，王岳川、羅碧珠之養女，何育仁、李錦玉之女兒 罹患急性白血病，換嬰案主角之一。                                                                                                 | 9-10,14-15      |
| 李英宏    | 王岳川      | 羅碧珠之夫，王可融之繼父，王苡融之養父，何芸芸之父親 為了治療罹患急性白血病的女兒，發現並非自己親生的。                                                                                   | 9-10,14-15      |
| 黃子悅    | 羅碧珠      | 王岳川之妻，王可融、何芸芸之母親，王苡融之養母 一開始被富商欺騙不知道當了富商的小三後來知道了很生氣，生下王可融後帶著兒子改嫁給王岳川。為了治療罹患急性白血病的女兒，發現並非自己親生的。 | 9-10,14-15      |
| 曹景俊    | 何育仁      | 仁心綜合醫院前院長，李錦玉之夫，王苡融之父親。何芸芸之養父 已辭職院長並且坐牢，換嬰案主謀。                                                                                               | 9-10            |
| 何依霈    | 李錦玉      | 仁心綜合醫院前院長夫人，何育仁之妻，王苡融之母親，何芸芸的養母 知情換嬰案事件，但並選擇隱瞞，決定不說出去。                                                                               | 9-10,12-15      |
| 詹宛儒    | 何芸芸      | 王可融同母異父之妹妹。何育仁、李錦玉之養女。王岳川、羅碧珠之女兒 是換嬰案主角之一。 | 9-10,13-15      |
| 廖錦德    | 高永新      | 仁心綜合醫院副院長，王苡融主治醫師，因調查換嬰之事，升格院長。 | 9-10            |
| 李依瑾    | 陳毓玲      | 仁心綜合醫院主任，已辭主任，換嬰案的幫兇。 | 9-10            |
| 方琦      | 簡小蘋      | 正聯生技公司財務報表簽證的會計師。 | 11-12           |
| 胡鴻達    | 詹國煌      | 吳品蓉之夫，正聯生技負責人。 | 11              |
| 黃瑄      | 吳品蓉      | 詹國煌之妻 | 12              |
| 檢場      | 李盛泰      | 盛泰集團負責人。李錦玉之父親，何芸芸之養外公，王苡融之外公。 | 12,14-15        |
| 王淇      | 廖振雄      | 仁心醫院腦科權威兼主治醫師。 | 13,15           |
| 蘇菲      | 王嫂        | 莫家的管家。 | 8,14-15         |
| 白欣平    | Peggy       | 吳靖濤的助理。 |                 |
| 鍾冰      | Sunny       | 蜜咖啡的員工。 |                 |
| 簡珮宇    | 飆車女甲    | |                 |
| 陳榕姍    | 飆車女乙    | |                 |

### 客串演員
| 演員   | 角色   | 介紹                         | 登場集數 |
| 林文鈞 | 鄭總   | 萬美航空總經理。             | 1        |
| 王竣民 | 法醫   |                              | 4-7-8-11 |
| 劉昌翰 | 游正海 | 游正豐的哥哥。               | 6        |
| 蘇祈安 | 參賽者 | 電影《星辰之戀》海選參賽者。 | 1-2      |
| 林蔚喬 | 顏伊人 | L365受測者。                 | 8,13-14  |
| 胡蓓筠 | 參賽者 | 電影《星辰之戀》海選參賽者。 | 1-2      |

### 特別演出
| 演員   | 角色   | 介紹 | 登場集數                   |
| 朱芷瑩 | 唐詠倩 | 麥大奇主治醫師。 | 1,6,8,10,13-15             |
| 黃騰浩 | 田真   | 法律天才 真律法律事務所創辦人，李之沅之夫，田雨昕之父親，曾經被譽為天才律師，正義使者，為追求正義與真相，18年前捲入命案調查雖然官司打贏了，卻遭人報復殺害遇害身亡。 | 1,3(回憶),8(照片),13,14,15 |
| 林逸欣 | 董奕凱 | 音樂演奏家，萬美航空913空難罹難者、麥大奇未婚妻；遭航空公司指控為導致空難的始作俑者。                                                                               | 1,6,8(回憶)                |
| 林煒   | 朱正謙 | 法官，萬美航空案審判長，游正豐案審判長。 | 1,6                        |
| 林健寰 | 張永浩 | 海選案及潘毅達案審判長。 | 2,4,8,15                   |
| 鮑正芳 | 游阿嬤 | 游士函、游夢函之阿嬤。罹患失智症。 | 5-6                        |
| 林鴻翔 | 莫尚德 | 莫氏集團負責人，劉燕萍之亡夫，莫季平之亡父。張婉婷之亡繼父。已過世。                                                                                                | 7(回憶)15                  |

## 電視劇歌曲
| 曲別   | 歌名                  | 演唱者 | 作詞         | 作曲   |
| 片頭曲 | 重遊舊地              | 吳汶芳 | 吳汶芳       | 吳汶芳 |
| 片尾曲 | 太好了                | 曾昱嘉 | 蘇亦承       | 蘇亦承 |
| 插曲   | Let Me Go, Let You Go | 王笠人 | 王笠人       | 王笠人 |
| 插曲   | 我盡力了              | 李宣榕 | 非非、王笠人 | 王笠人 |
| 插曲   | Is This Love          | 陳佩賢 | 黃駿聰       | 陳啟聖 |

## 東森戲劇台收視率
| 集數                                              | 播映日期       | 分集大綱 | 收視率 | 備註                               |
| 1                                                 | 2020年11月28日 | 一場空難奪走麥大奇雙親和女友小凱的性命，航空公司還把責任歸咎於小凱誤用手機。大奇憤而重披律師袍，想替所有家屬討回公道，就讀法律系的田雨昕也在場旁聽，視大奇為英雄。4年後發生一宗海選案官司，華亞娛樂以甄選新戲女主角為名舉辦海選活動，事後卻指控海選冠軍張婉婷涉入不名譽事件取消她的資格。婉婷求助真律事務所，卻希望找大奇幫忙打官司。 | 0.37   | 20～49歲女性都會觀眾收視更達到1.04 |
| 2                                                 | 2020年12月5日  | 大奇突然出現在真律事務所，雨昕喜出望外，不料大奇卻質疑婉婷參加海選活動是自願出賣靈肉，婉婷怒賞大奇一耳光憤憤離去。擔任華亞娛樂辯護律師的吳靖濤是大奇的大學同學，如今兩人再度打對台，靖濤矢志要打敗大奇一雪4年前空難官司的恥辱。白律師偕婉婷勸說其他參賽者出庭作證，不料靖濤使計探知此訊，從中作梗。靖濤的兩名證人在法庭上做出不利婉婷的證詞，眼看官司一面倒，大奇突然亮出新證據 將官司扳回一城。 | 0.40   |                                    |
| 3                                                 | 2020年12月12日 | 田媽媽邀大奇至家中用餐，雨昕這才得知大奇是她們家的房客，又羞又喜。大奇返回租屋時遭黑衣人襲擊，雨昕嶄露拳腳功夫將之擊退，卻對頂樓租屋有種莫名的畏懼。靖濤買通海選第三名林子鵑配合做證，雨昕和白律師察覺有異，大奇卻堅持讓林子鵑出庭作證，雨昕雖覺不安仍相信大奇的研判。直播主酷說王爆料婉婷不堪的童年往事，當年張永建被指控犯下莫宅血案，田真為他洗冤後他卻上吊輕生，田真後來也遇害身亡，三條人命留下三樁懸案，也因為酷說王的爆料，雨昕找回小時候的好姊妹，如今姊妹相認，悲喜交集。                                                                | 0.33   |                                    |
| 4                                                 | 2020年12月19日 | 大奇在法庭上揭露賴文芳13年前也是海選冠軍，用利益交換當上華亞娛樂總經理，從受害者變成加害者。大奇嚴詞駁斥，林子鵑也拿出影像畫面為大奇作證。雨昕發現大奇對她父親的手扎倒背如流，不禁懷疑，難道大奇成為田家的房客並非偶然？某公寓發生命案，許檢察官懷疑飆車青年游士函冷血殺害了自己的父親。 | 0.36   |                                    |
| 5                                                 | 2020年12月26日 | 許檢起訴士函並發出通緝令，網路上也一片撻伐聲。大奇受小可之託介入此案，小可堅信士函的清白，大奇對輿論未審先判感到憤慨，許檢卻找到一名關鍵的秘密證人！大奇偕雨昕拜會許檢，許檢18年前即因莫宅血案和田真於法庭內外攻防，如今也對二人不以為然。婉婷夜訪大奇。 | 0.41   |                                    |
| 6                                                 | 2021年1月2日   | 大奇揚言將揭穿祕密證人的謊言，小廖為了自保竟狠心以氰化鉀毒害夢函。大奇道出他在追查18年前的三樁懸案想為田真和張永建洗冤。雨昕這才明白，大奇搬進田家租屋和接下海選案都與此有關。對大奇告白的婉婷雖也感動，更害怕大奇給出的回應讓她受挫失落。一群正義魔人圍攻真律事務所，大奇為了保護雨昕而被打傷昏倒，雨昕從唐醫師口中得知，大奇罹上怪病的原因。 | 0.67   |                                    |
| 7                                                 | 2021年1月9日   | 一名鑑定師借走婉婷的古畫卻拒絕歸還，婉婷前去索畫卻發現鑑定師已遇害，而且目睹早已改名嫁入莫家的母親劉燕萍匆匆離開現場。許檢懷疑婉婷行凶，大奇雖順利帶回婉婷卻發現婉婷對他隱匿了實情！而他始料未及，那幅古畫竟又牽扯上昔日的三樁懸案！燕萍找上婉婷，婉婷無法原諒她當年的遺棄，拒絕與之相認。大奇不顧婉婷的反對讓燕萍出庭作證，燕萍否認犯案並供出一可疑的帽Ｔ男。許檢查出新事證下令逮捕婉婷，大奇辯護不成功，眼睜睜看著婉婷被羈押！ | 0.48   |                                    |
| 8                                                 | 2021年1月16日  | 大奇研判帽Ｔ男是一居無定所的殺手。雨昕、小可守候賣場果然逮到帽Ｔ男。警方採證後確認帽Ｔ男是凶手，不料帽Ｔ男竟在押解途中逃脫。鑑定師命案無疾而終，昔日三懸案也再度斷了線。燕萍舉辦茶會慶賀婉婷獲釋，雨昕和靖濤也鼓勵婉婷和母親和解。大奇則藉機到莫宅勘查，在遇見莫季平之後，更覺莫家黑幕重重！雨昕為了探知大奇的病情對唐醫師謊稱是大奇的女友，大奇得知此情氣急敗壞，卻抗拒不了內心波瀾，情不自禁吻了雨昕！ | 0.54   |                                    |
| 9                                                 | 2021年1月23日  | 大奇和雨昕定情，但為了讓雨昕獨當一面，在工作上對她更加嚴厲，搞得雨昕既甜蜜又有點抓狂，兩人猶如一對歡喜冤家。小可的妹妹小苡被驗出白血病，王爸王媽想提供骨髓卻發現小苡並非親生，疑似當年在仁心醫院生產時被抱錯嬰兒。王家急著想找到小苡的血親救女兒一命，院方卻消極以對，直到大奇介入後才同意進行DNA比對，但比對的結果都不符合，案情更加撲朔迷離！小苡因周刊爆料得知自己並非王家親生，傷心欲絕。何院長面對媒體表示與醫院無關，小可忍不住出拳揍他，此舉卻讓輿論更同情院方。大奇懷疑這波媒體戰是靖濤主導，因為靖濤就是仁心醫院的律師，兩人再度打對台。 | 0.45   |                                    |
| 10                                                | 2021年1月30日  | 何院長向靖濤坦承自己換嬰，理由竟是為了維護權勢與利益！而幫助何院長換嬰的左右手陳主任，發現苗頭不對想盡快全身而退，向何院長提出完全封口的交換條件，同樣擁有陳主任把柄的何院長態度強硬，不肯妥協。何夫人為了平息風波，使出苦肉計向王家認錯賠罪，帶著女兒芸芸舉辦生日宴極力拉攏小苡。王爸王媽在連番攻勢下逐漸心軟，又得知何夫人骨髓配對成功，同意與之和解並解任大奇。不料何夫人私下竟要求靖濤，絕對要把兩個女兒都搶到手！ | 0.67   |                                    |
| 11                                                | 2021年2月6日   | 近日爆發一樁掏空案，正聯生技負責人詹國煌掏空公司資產後遇害，許檢發現凶手竟是日前逃脫的帽Ｔ男。投資人不甘受損求助大奇，大奇懷疑詹國煌是被滅口而幕後主使者就是莫季平，決定與許檢合作追查真相，並將當年的三懸案一併偵破。警方破獲帽Ｔ男的藏身處但沒逮到人，卻起出了那幅失蹤的《聖母初稿》。婉婷不僅決定把古畫歸還給莫家，還搬進莫家，再度接受劉燕萍母親的身分，大奇懷疑婉婷另有目的，直接找上婉婷，婉婷態度堅決告知大奇尊重她的選擇。 | 0.66   |                                    |
| 2020年2月13日，因初二播出重播版，故暫停播出一次。 |                | |        |                                    |
| 12                                                | 2021年2月20日  | 雨昕懷疑婉婷接近季平也是為了大奇，大奇聞訊勃然大怒，並叫雨昕別再管他的生死，雨昕傷心忿離。詹國煌的妻子願意當秘密證人，許檢決定以此向莫季平施壓，大奇趁機提出當年三樁懸案的疑點要求重啟調查，許檢未置可否。莫季平因掏空案，找上靖濤要他當辯護人，靖濤在富商李董的施壓下不得不答應。帽Ｔ男襲擊真律事務所，白律師被挾持，大奇再度找上季平質疑是他所為，並提醒季平不要被李董利用，季平嗤之以鼻並反脣相譏。 | 0.60   |                                    |
| 13                                                | 2021年2月27日  | 詹妻以秘密證人出庭作證卻收到威脅，因顧及兒子的安危改口翻供。許檢得知原委內疚不已，燕萍密會詹妻並交給她一份正聯的原始資料，似想藉機扳倒季平。燕萍終於得知鑑定師命案的主使者，卻因有所顧忌不敢與之撕破臉。大奇循著田真的照片展開追查，懷疑張永建並非自殺而是他殺，燕萍可能是共犯之一。婉婷答應了季平的求婚，季平依約交出L365的配方，婉婷轉交給雨昕，雨昕卻拒收，並揚言要搗毀婚禮。婉婷只好把配方交給唐醫師。 | 0.59   |                                    |
| 14                                                | 2021年3月6日   | 大奇循著田真的照片展開追查，發現燕萍疑似在莫尚德命案後銷毀了某些證據。大奇進而推論，燕萍涉入莫宅血案並嫁禍給前夫張永建。許檢對這番推論不表認同，卻決定以詹妻提供的原始資料，就掏空案起訴季平。帽Ｔ男再度襲擊大奇，大奇為了保護雨昕而中槍，傷勢雖不嚴重卻引發了怪病，唐醫師搶救後仍無力回天。雨昕聽聞噩耗，與婉婷相擁而泣。小可悲痛之餘，矢志逮到帽Ｔ男為大奇復仇！ | 0.48   |                                    |
| 15                                                | 2021年3月13日  | 靖濤其實已和大奇暗中聯手一起追查真相，如今，誓言依舊大奇卻已不在！許檢突然來到醫院以謀殺罪逮捕廖醫師，廖醫師矢口否認。大奇奇蹟般地出現說明事情經過，帽Ｔ男接收簡訊欲將廖醫師滅口，遭到許檢攔阻，不料許檢意外遭到槍殺。季平帶著古畫出逃，察覺燕萍早已跟李董勾結欲取代他在莫家的地位，返回莫家欲對燕萍不利。婉婷也想以自己的方式報復殺父之仇，跟蹤了季平回到莫家，情急之下，婉婷卻反被誤傷！ | 0.68   | 完結篇                             |
| 平均收視率                                        | 平均收視率     | 平均收視率 | 0.51   |                                    |

1. 同时段或交叉时段主要节目：
  - 華視《極智對決 誰梭了算》/《華視天王豬哥秀》（重播）/《Live_Asia_超級週末現場》
  - 中視《我愛冰冰Show》
  - 民視《台灣那麼旺 Taiwan NO.1》
  - 三立都會台《全明星運動會》
  - 公視 八點：《生態全紀錄》/ 九點：《俗女養成記》/《返校》/《大債時代》/《父後七日》/《天橋上的魔術師》
  - 東森綜合台《請問 今晚住誰家》
2. 数据由AGB尼爾森調查，調查範圍是四歲以上收看電視之觀眾。
3. 資料來源：台灣-偶像劇場、凱絡媒體週報。

## 製作團隊
- 導演：黃志翔
- 出品人：林文淵
- 總監製：郭元、賴秀貞
- 監製：吳佳蓉、楊玉明
- 製作人：陳正修、彭盛青、黃志翔
- 編審：邱詩怡
- 編劇統籌：黃志翔、黃新高、方靜儀
- 編劇：陳靜慧、呂佩怡、李婕瑀、黃紀凡
- 製片統籌：
- 製作公司：列夫特文化有限公司

## 拍攝場景

### 台北市
- 大安區：連雲公園（麥大奇的家）

## 大事記
- 2019年10月，開拍。
- 2020年1月20日，全劇殺青。
- 2020年1月30日，舉辦殺青酒。
- 2020年10月19日，釋出首支前導預告。[2]
- 2020年10月26日，釋出第二支前導預告。[3]
- 2020年10月29日，釋出第三支前導預告。[4]
- 2020年11月2日，釋出第四支前導預告。[5]
- 2020年11月5日，釋出第五支前導預告。[6]
- 2020年11月6日，釋出片尾曲1分鐘MV搶先看。[7]
- 2020年11月9日，釋出第一支劇情預告。[8]
- 2020年11月12日，釋出第二支劇情預告。[9]
- 2020年11月16日，釋出第三支劇情預告。[10]
- 2020年11月17日，釋出三分鐘搶先看。[11]
- 2020年11月19日，釋出第四支劇情預告。[12]
- 2020年11月23日，釋出第五支劇情預告。[13]
- 2020年11月26日，舉辦首映會，並釋出12分鐘片花。[14][15]
- 2020年11月28日，東森戲劇台首播。
- 2021年1月10日，胡宇威、葉星辰、黃薇渟、林孫煜豪出席台北見面會。

## 外部連結
- 官方网站－東森
- 官方网站－華視
- 王牌辯護人的Facebook專頁
- 東森創作的Instagram帳戶
- YouTube上的東森創作頻道
- 在Netflix上觀看《王牌辯護人》

## 作品的變遷
| 臺灣 東森戲劇台 每週六 20:00 - 21:30        | 臺灣 東森戲劇台 每週六 20:00 - 21:30                 | 臺灣 東森戲劇台 每週六 20:00 - 21:30             |
| ------------------------------------------- | ---------------------------------------------------- | ------------------------------------------------ |
|                                             | 王牌辯護人 （2020年11月28日－2021年3月13日）         |                                                  |
| 姊的時代 （2020年10月17日－2020年11月21日） | 預支未來 （2021年3月20日－2021年4月10日）            |                                                  |
| 每週六、日 20:00 - 22:00                    |                                                      |                                                  |
| 如朕親臨 （2021年7月31日－2021年8月21日）   | 王牌辯護人(剪輯版) （2021年8月28日－2021年10月16日） | 2049—幸福話術 （2021年10月17日－2021年10月24日） |

| 臺灣 華視主頻 每週一至週五 21:00 - 22:00     | 臺灣 華視主頻 每週一至週五 21:00 - 22:00    | 臺灣 華視主頻 每週一至週五 21:00 - 22:00 |
| -------------------------------------------- | ------------------------------------------- | ---------------------------------------- |
|                                              | 王牌辯護人 （2022年12月5日－2023年1月3日 ） |                                          |
| 天堂的微笑 （2022年10月31日－2022年12月4日） | 我們發財了 （2023年1月4日－2023年3月14日）  |                                          |